# Eupithecia jejunata
Eupithecia jejunata är en fjärilsart som beskrevs av Mcdunnough 1949. Eupithecia jejunata ingår i släktet Eupithecia och familjen mätare. Inga underarter finns listade i Catalogue of Life.